# Canterbury Motor
Die Canterbury Motor Co. war ein britischer Automobilhersteller in Canterbury (Kent).

## Unternehmensgeschichte
Henry Dawson betrieb 1900 zusammen mit seinem Vater Henry Thomas Dawson das Unternehmen H. T. Dawson & Son in Canterbury. 1903 gründete er zusammen mit Henry Pavillet das neue Unternehmen. Die Produktion von Automobilen begann. Der Markenname lautete Canterbury. 1906 endete die Produktion.

## Fahrzeuge
Der Canterbury wurde vorwiegend aus Teilen anderer Hersteller zusammengebaut. Die Fertigungstiefe war also sehr gering.
1903 standen zwei Modelle zur Auswahl. Der 6 HP hatte einen Einzylindermotor von De Dion-Bouton, ein Dreiganggetriebe und Kardanantrieb. Die offene Karosserie bot Platz für zwei Personen. Der 12 HP hatte einen Zweizylindermotor von Aster und Kettenantrieb. Die Tonneaukarosserie bot Platz für vier Personen.
1906 entstanden einige größere Fahrzeuge namens 12/16 HP. Ein Vierzylindermotor von White & Poppe trieb die Fahrzeuge an.